# رودريجو بونس دي ليون
رودريجو بونس دي ليون دوق قادس (1443-1492) أحد القادة العسكريين القشتاليين في غزو غرناطة. في عام 1482 قاد القوات القشتالية التي استولت على مدينة ألاما واعتقلوا بعد ذلك أبو عبد الله محمد الثاني عشر. كان في وقت سابق أحد القادة العسكريين في حرب الخلافة القشتالية. خوان باتشيكو هو والد زوجته. أصبح دوق قادس الأول في عام 1484 وخلفه لفترة وجيزة وريثه فرانسيسكا بونس دي ليون إي دي لا فوينتي.